# Juan Aizpurúa Azqueta
Juan Aizpurúa Azqueta (Sant Sebastià, 16 d'octubre de 1918 - ?) és un polític basc que va ocupar diversos càrrecs durant el franquisme.
És germà de José Manuel Aizpurúa Azqueta, arquitecte falangista afusellat durant la guerra civil espanyola. Va estudiar dret a la Universitat de Valladolid. Quan es va produir el cop d'estat del 18 de juliol de 1936 es va unir a les forces revoltades com a alferes provisional. En acabar la guerra es va integrar a FET de las JONS i de 1948 a 1951 fou regidor d'hisenda de l'ajuntament de Sant Sebastià. De 1956 a 1967 també fou sostcap provincial del Movimiento Nacional a Guipúscoa i procurador en Corts entre 1961 i 1964. De 1947 a 1956 també fou l'encarregat de la secció "treball" a la revista Economía Vascongada.
De 1967 a 1971 fou procurador a Corts com a membre del Consell Nacional del Movimiento en representació de Guipúscoa. L'abril de 1971 fou nomenat governador civil de Castelló, càrrec que va ocupar fins a maig de 1974. Fins a maig de 2016 hi havia a Almenara una placa commemorativa amb el seu nom.